# Sitaram Shahi
Sitaram Shahi (ur. 22 maja 1970) – nepalski pływak, olimpijczyk.
Uczestnik igrzysk w Atlancie (1996). Wystąpił w eliminacyjnym wyścigu na 100 metrów stylem grzbietowym, w którym zajął ostatnie miejsce z czasem 1:14,58 s. Był to również najgorszy czas eliminacji.
Służył w nepalskiej armii.